# Отамуратов, Сарвар Садуллаевич
Сарвар Садуллаевич Отамуратов (узб. Sarvar Sa'dullayevich Otamuratov; род. 22 апреля 1973, Ташкент) — узбекский политический деятель. Известен как бывший лидер Демократической партии «Миллий тикланиш» и кандидат от этой партии в президентских выборах 2016 года.

## Биография
Родился 22 апреля 1973 года в Ташкенте. В 1995 году окончил с отличием отделение социологии факультета философии и экономики Ташкентского государственного университета. С 1995 по 2006 год работал ведущим экономистом, главным экономистом, заместителем начальника, затем начальником отдела Главного валютно-экономического управления министерства финансов Республики Узбекистан. В 1998 году окончил Республиканскую банковско-финансовую академию, в 2003 году Академию государственного управления при Президенте Республики Узбекистан.
В 2006—2009 годах директор в страховой компании. В 2009—2014 годах депутат Законодательной палаты Олий Мажлиса Республики Узбекистан III созыва в составе парламентской фракции Демократической партии «Миллий тикланиш». В 2010—2014 годах в этом парламентском созыве был заместителем председателя парламентского комитета по государственному бюджету и экономическим реформам.
В 2013 году был избран председателем центрального совета (то есть лидером) Демократической партии «Миллий тикланиш», став одновременно лидером парламентской фракции. В 2015 году в качестве лидера партии переизбран в Законодательную палату нового созыва, становясь одновременно одним из заместителей спикера Законодательной палаты Олий Мажлиса.
Кандидат в президенты республики на внеочередных президентских выборах 2016 года от Демократической партии «Миллий тикланиш». По итогам выборов занял последнее четвёртое место с 2,35 % голосов. В мае 2019 года снялся с поста лидера партии и стал руководителем страховой компании.
Доктор социологических наук. Защитил докторскую диссертацию посвященную развитию социально-инновационной деятельности молодёжи Нового Узбекистана. Помимо родного узбекского языка владеет русским и английским языками.

## Личная жизнь
Женат, есть двое детей.